# Брежнєв Володимир Аркадійович
Володимир Аркадійович Брежнєв (нар. 27 серпня 1931, місто Кам'янське, тепер Дніпропетровської області) — радянський і російський державний діяч, транспортний будівельник, міністр транспортного будівництва СРСР, президент коорпорації «Трансбуд». Кандидат у члени ЦК КПРС у 1986—1990 роках. Депутат Верховної Ради СРСР 11-го скликання.

## Життєпис
Народився в родині службовця.
У 1949—1951 роках — слюсар Дніпровського металургійного заводу імені Дзержинського в місті Дніпродзержинську Дніпропетровської області.
У 1951—1955 роках — студент Одеського гідротехнічного інституту, інженер-гідротехнік.
У 1955—1956 роках — третій, другий, старший помічник багермейстера землечерпального каравану «Тихвінка» і «Зея», у 1956—1959 роках — начальник землечерпального каравану «Свір» і «Тихвінка» тресту «Дальтехфлот» у місті Находка Приморського краю.
Член КПРС з 1959 року.
У 1959—1971 роках — старший виконавець робіт 9-ї будівельної ділянки міста Львова; заступник начальника, начальник будівельного управління № 150; заступник керуючого тресту, в 1971—1975 роках — керуючий тресту «Південзахідтрансбуд» у місті Києві.
У 1975—1983 роках — заступник міністра, у 1983 — 7 травня 1985 року — 1-й заступник міністра транспортного будівництва СРСР.
7 травня 1985 — 28 серпня 1991 року — міністр транспортного будівництва СРСР. 28 серпня — 26 листопада 1991 року — в.о. міністра транспортного будівництва СРСР.
У 1991—1992 роках —  президент Державної корпорації «Трансбуд». У 1992—2005 роках — президент ВАТ Корпорація «Трансбуд». З 2005 року — президент ТОВ «Група компаній «Трансбуд» у Москві.
Був головою ради директорів і великим акціонером банку «Банк на Красных воротах».

## Нагороди і звання
- орден Леніна
- орден Жовтневої Революції
- два орден Трудового Червоного Прапора
- орден «За заслуги перед Вітчизною» ІІ ст. (Російська Федерація) (6.06.2005)
- орден «За заслуги перед Вітчизною» ІІІ ст. (Російська Федерація) (18.06.1999)
- орден «За заслуги перед Вітчизною» IV ст. (Російська Федерація) (17.12.1994)
- орден Мужності (Російська Федерація) (19.06.1996)
- орден Пошани (Російська Федерація) (16.12.2011)
- Премія Ради Міністрів СРСР
- медалі
- Заслужений будівельник СРСР
- Заслужений будівельник Української РСР
- Почесний залізничник
- Почесний будівельник Росії
- Почесний транспортний будівельник
- Почесний працівник транспорту Росії
- Ветеран транспортного будівництва
- Почесний дорожник
- Почесний працівник газової промисловості